# 藻琴村
藻琴村（もことむら）は、かつて北海道網走郡に存在した村である。

## 沿革
- 1902年（明治35年）4月1日 - 北海道二級町村制施行により網走郡藻琴村、娜寄村、濤沸村が合併し、藻琴村が発足。
- 1915年（大正4年）4月1日 - 網走郡網走町に編入。